# Сашино (Федоровський район)
Са́шино (рос. Сашино, башк. Сашин) — присілок у складі Федоровського району Башкортостану, Росія. Входить до складу Теняєвської сільської ради.
Населення — 2 особи (2010; 4 в 2002).
Національний склад:
- росіяни — 100%